# Lancer du disque féminin aux Jeux olympiques d'été de 1956
Pour un article plus général, voir Athlétisme aux Jeux olympiques d'été de 1956.
Navigation
Helsinki 1952 Rome 1960
L'épreuve du lancer du disque féminin aux Jeux olympiques d'été de 1956 s'est déroulée le 23 novembre 1956 au Melbourne Cricket Ground de Melbourne, en Australie. Elle est remportée par la Tchécoslovaque Olga Fikotová.

## Résultats

### Finale
| Rang               | Athlète           | Pays                       | Marque | Essais | Essais | Essais | Essais | Essais | Essais | Notes |
| Rang               | Athlète           | Pays                       | Marque | 1      | 2      | 3      | 4      | 5      | 6      | Notes |
| ------------------ | ----------------- | -------------------------- | ------ | ------ | ------ | ------ | ------ | ------ | ------ | ----- |
| Médaille d'or      | Olga Fikotová     | Tchécoslovaquie            | 53,69  | 46,56  | 50,09  | 52,04  | 52,28  | 53,69  | 49,98  | OR    |
| Médaille d'argent  | Irina Beglyakova  | Union soviétique           | 52,54  | 51,74  | 51,01  | 52,54  | 50,32  | 48,22  | 48,31  |       |
| Médaille de bronze | Nina Romashkova   | Union soviétique           | 52,02  | 51,03  | 51,61  | 50,17  | 47,22  | 52,02  | 51,10  |       |
| 4                  | Earlene Brown     | États-Unis                 | 51,35  | 51,35  | 42,55  | x      | x      | 40,45  | 44,79  |       |
| 5                  | Albina Elkina     | Union soviétique           | 48,20  | 47,87  | x      | 48,20  | 45,18  | 45,45  | 47,92  |       |
| 6                  | Isabel Avellán    | Argentine                  | 46,73  | 46,73  | 44,84  | 42,69  | 46,31  | 43,88  | 44,35  |       |
| 7                  | Jiřina Němcová    | Tchécoslovaquie            | 45,84  | 45,57  | x      | 45,84  |        |        |        |       |
| 8                  | Štěpánka Mertová  | Tchécoslovaquie            | 45,78  | 41,96  | 45,78  | 43,41  |        |        |        |       |
| 9                  | Lia Manoliu       | Roumanie                   | 43,90  | 43,90  | 43,76  | 42,72  |        |        |        |       |
| 10                 | Marianne Werner   | Équipe unifiée d’Allemagne | 43,34  | 43,34  | 41,89  | x      |        |        |        |       |
| 11                 | Paola Paternoster | Italie                     | 42,83  | 42,83  | 40,89  | x      |        |        |        |       |
| 12                 | Nada Kotlušek     | Yougoslavie                | 42,16  | 41,79  | 39,89  | 42,16  |        |        |        |       |
| 13                 | Lois Jackman      | Australie                  | 40,84  | 40,84  | 40,28  | 40,64  |        |        |        |       |